# Championnats d'Amérique du Nord de patinage artistique 1931
Navigation
Édition précédente Édition suivante
Les 5e championnats d'Amérique du Nord de patinage artistique ont lieu les 4 et 5 février 1931 à l'Auditorium d'Ottawa dans la province de l'Ontario au Canada. C'est la deuxième fois qu'Ottawa organise les championnats nord-américains après l'édition de 1923.
Quatre épreuves y sont organisées: messieurs, dames, couples artistiques et quartettes. Ces derniers font leur retour à la compétition nord-américaine après trois éditions d'absence.

## Podiums
| Épreuves                       | Or                                                              | Argent                                                     | Bronze                                                         |
| ------------------------------ | --------------------------------------------------------------- | ---------------------------------------------------------- | -------------------------------------------------------------- |
| Messieurs résultats détaillés  | Montgomery Wilson                                               | James Lester Madden                                        | Gail Borden                                                    |
| Dames résultats détaillés      | Constance Wilson                                                | Elizabeth Fisher                                           | Edith Secord                                                   |
| Couples résultats détaillés    | Constance Wilson / Montgomery Wilson                            | Frances Claudet / Chauncey Bangs                           | Beatrix Loughran / Sherwin Badger                              |
| Quartettes résultats détaillés | Frances Claudet / Kathleen Lopdell / Melville Rogers / Guy Owen | Cecil Smith / Maude Smith / Stewart Reburn / Jack Eastwood | Mary Littlejohn / Elizabeth Fisher / Jack Hose / Hubert Sprott |

## Tableau des médailles
| Rang  | Nation     | Or | Argent | Bronze | Total |
| ----- | ---------- | -- | ------ | ------ | ----- |
| 1     | Canada     | 4  | 3      | 1      | 8     |
| 2     | États-Unis | 0  | 1      | 3      | 4     |
| Total | Total      | 4  | 4      | 4      | 12    |

## Détails des compétitions

### Messieurs
| Rang | Nom                 | Pays       |
| ---- | ------------------- | ---------- |
| 1    | Montgomery Wilson   | Canada     |
| 2    | James Lester Madden | États-Unis |
| 3    | Gail Borden         | États-Unis |
| 4    | Lewis Elkin         | Canada     |

### Dames
| Rang | Nom              | Pays       |
| ---- | ---------------- | ---------- |
| 1    | Constance Wilson | Canada     |
| 2    | Elizabeth Fisher | Canada     |
| 3    | Edith Secord     | États-Unis |
| 4    | Margaret Bennett | États-Unis |

### Couples
| Rang | Nom                                  | Pays       |
| ---- | ------------------------------------ | ---------- |
| 1    | Constance Wilson / Montgomery Wilson | Canada     |
| 2    | Frances Claudet / Chauncey Bangs     | Canada     |
| 3    | Beatrix Loughran / Sherwin Badger    | États-Unis |
| 4    | Cecil Smith / Stewart Reburn         | Canada     |
| 5    | Maude Smith / Jack Eastwood          | Canada     |

### Quartettes
| Rang | Nom                                                             | Pays   |
| ---- | --------------------------------------------------------------- | ------ |
| 1    | Frances Claudet / Kathleen Lopdell / Melville Rogers / Guy Owen | Canada |
| 2    | Cecil Smith / Maude Smith / Stewart Reburn / Jack Eastwood      | Canada |
| 3    | Mary Littlejohn / Elizabeth Fisher / Jack Hose / Hubert Sprott  | Canada |